# Oppidum Novum
Oppidum Novum (łac. Diocesis Oppidonovensis) – stolica historycznej diecezji we Cesarstwie rzymskim w prowincji Mauretania Cezarensis, zlikwidowana w VII w. podczas ekspansji islamskiej. Współcześnie miasto Ajn ad-Dafla w północnej Algierii. Obecnie katolickie biskupstwo tytularne.

## Biskupi tytularni
| Lp. | Biskup             | Funkcja                               | Od             | Do               |
| --- | ------------------ | ------------------------------------- | -------------- | ---------------- |
| 1   | Silvio Maria Dário | biskup pomocniczy Botucatu (Brazylia) | 22 lutego 1965 | 27 marca 1968    |
| 2   | Juan Bockwinckel   | biskup-prałat Encarnación (Paragwaj)  | 11 maja 1968   | 3 listopada 1977 |
| 3   | Peter Rosazza      | biskup pomocniczy Hartford (USA)      | 28 lutego 1978 |                  |